# Royale (salée)
Ne doit pas être confondu avec Royale (sucrée).

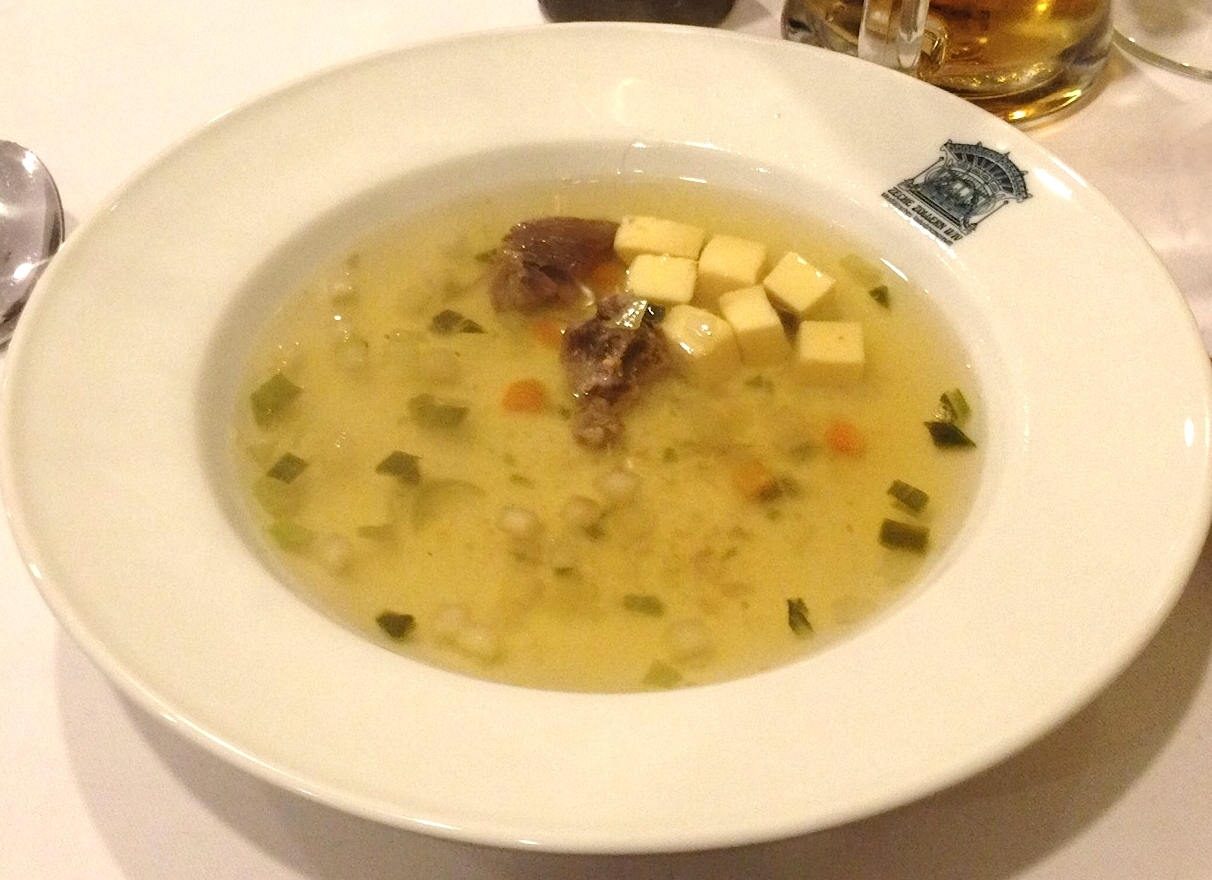
Consommé à la royale (en cubes).

Une royale est une crème prise, cuite au four au bain-marie, faite à base d'œufs entiers ou de jaunes d'œufs. Dans l'ancien temps, on découpait la royale, éventuellement colorée et souvent muscadée, en losanges pour garnir les bouillons ou les consommés (soupe ou consommé à la royale). Les royales de purées de légumes, de viande, poisson, crustacés ou coquillages, la royale de foie gras sont des purées souples cuites dans un moule formant des petits flans salés pour garniture.
Les termes suivants sont également employés : « œufs au consommé », « œufs à la royale ».

## Dénomination
En allemand, « ein Eierstich » est une royale au lait qui servait de garniture de soupe, notamment de la soupe servie aux mariages des empereurs et plus généralement des Hochzeitssuppen (soupes de mariage). Il est aromatisé à la muscade.
En anglais, le terme français (« potage à la royale ») n'est pas traduit, en italien on écrit « consommé alla royale ».

## Histoire
Le potage à la reine remonte au moins au XVIe siècle, on le servait à la Reine Marguerite de Valois tous les jeudis à la cour des Valois. Il s'agit d'un potage garni d'un appareil à quenelle au blanc de volaille ou de perdreau héritier du blanc-manger médiéval. Pierre de Lune en 1656 donne sous le nom de potage à la Royale une garniture de blanc de perdrix liés aux champignons et aux pistaches.  Beauvillier donne une version où la garniture est liée à la crème de riz. Chez François Massialot (1734) la soupe à la Royale est un bouillon garni de boulettes de blancs de faisan lié aux œufs et à la mie de pain, il donne une pâte à la Royale au fromage liée aux œufs qui se cuit en ramequin. On rencontre encore très tard (1868) la définition du potage à la Royale comme potage à base de volaille.

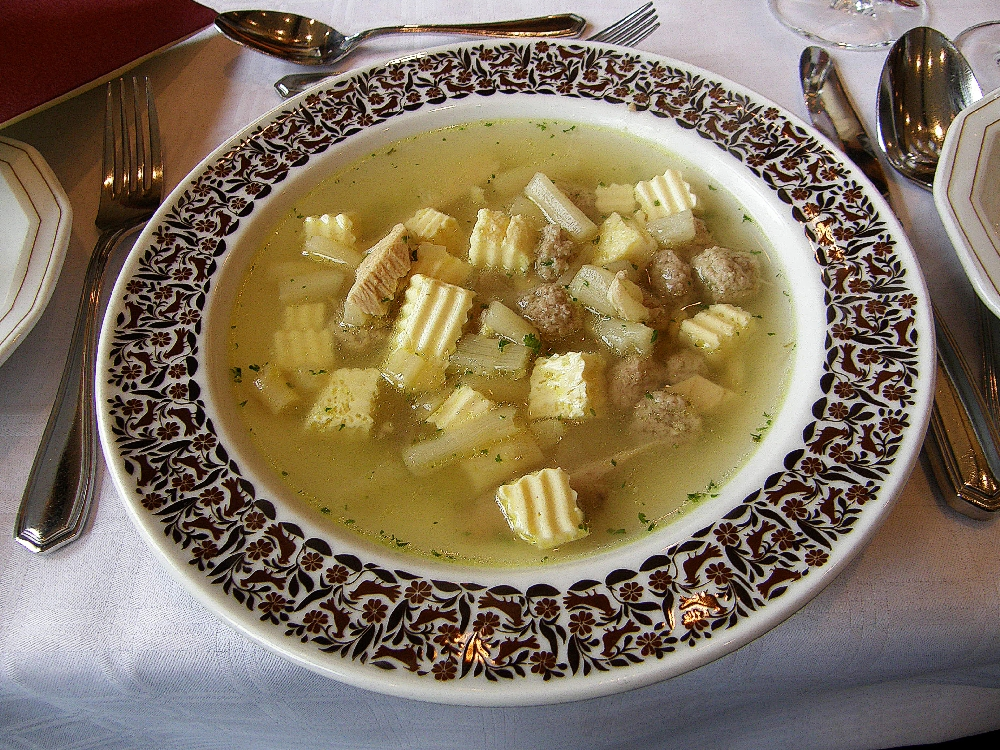
Soupe de mariage allemande à la royale au lait.

Carême décline le potage à la Royale en de nombreuses variantes du plus bel aspect, de là les potages crème de légumes, dit à la Royale de Gouffé garnis de Royales colorées (rouge de carotte, vert d'épinard) qui sont des purées de légumes muscadées cuites au bain-marie avec des œufs battus et du bouillon. Gouffé nomme Royale la crème au consommé: consommé, jaunes d'œufs, muscade cuits ensemble au bain-marie découpé en petits cubes sur lesquels on verse le bouillon («Julienne garnie de crème au consommé dite Royale»). Gustave Garlin (1889) nomme cette garniture du potage à la Royale «Œufs au consommé» («Cet appareil, garniture du potage à la Royale, est très délicat. On peut le varier en le composant d’essences de gibier ou de volaille, d’un fumet de jambon»). 
Ce potage est inchangé jusqu'à nos jours, en 1997 Gilles de Pontavice donne les proportions suivantes: 2 blancs de volaille, 7 jaunes d'œufs, 2 louches de bouillon, cuisson au  bain-marie. Autre dénomination de la Royale salée (1885): «Œufs à la Royale» (la recette est donnée avec des jaunes d'œufs et un jus de viande ou de volaille et servie comme un plat d'œufs).
Escoffier institue les Royales à la purée, qu'il nomme «Garniture à la Royale», brillante déclinaison de couleurs (haricots, tomates, pointes d'asperges, beurre de pistache, carottes etc.) pour décorer ses consommés, mais aussi de gouts: purée de langouste, de bisque d'écrevisse, de bécasse, au jambon, à l'oignon, au chou-fleur, à l'artichaut, au lait d'amande, au lait de coco. Il les détaille en mille formes (carré, pastille, rond, cube, losange). Mais il va au delà de la garniture pour potage: Ces Royales écrit-il « peuvent servir de mets léger, dans ce cas on sert ces petites délicatesses sans être détaillées, légèrement saucées et accompagnée d'une purée de légumes frais ». En 1929, apparaissent les œufs à la Royale à la manière d'un flan, sans bouillon ou jus mais avec du lait (servis comme un flan salé, avec sauce tomate et garniture d'épinards).
Ces multiples approches engendrent les nombreuses garnitures ou petits plats actuel sous forme de crème prise salée liée aux œufs ou Royale. 

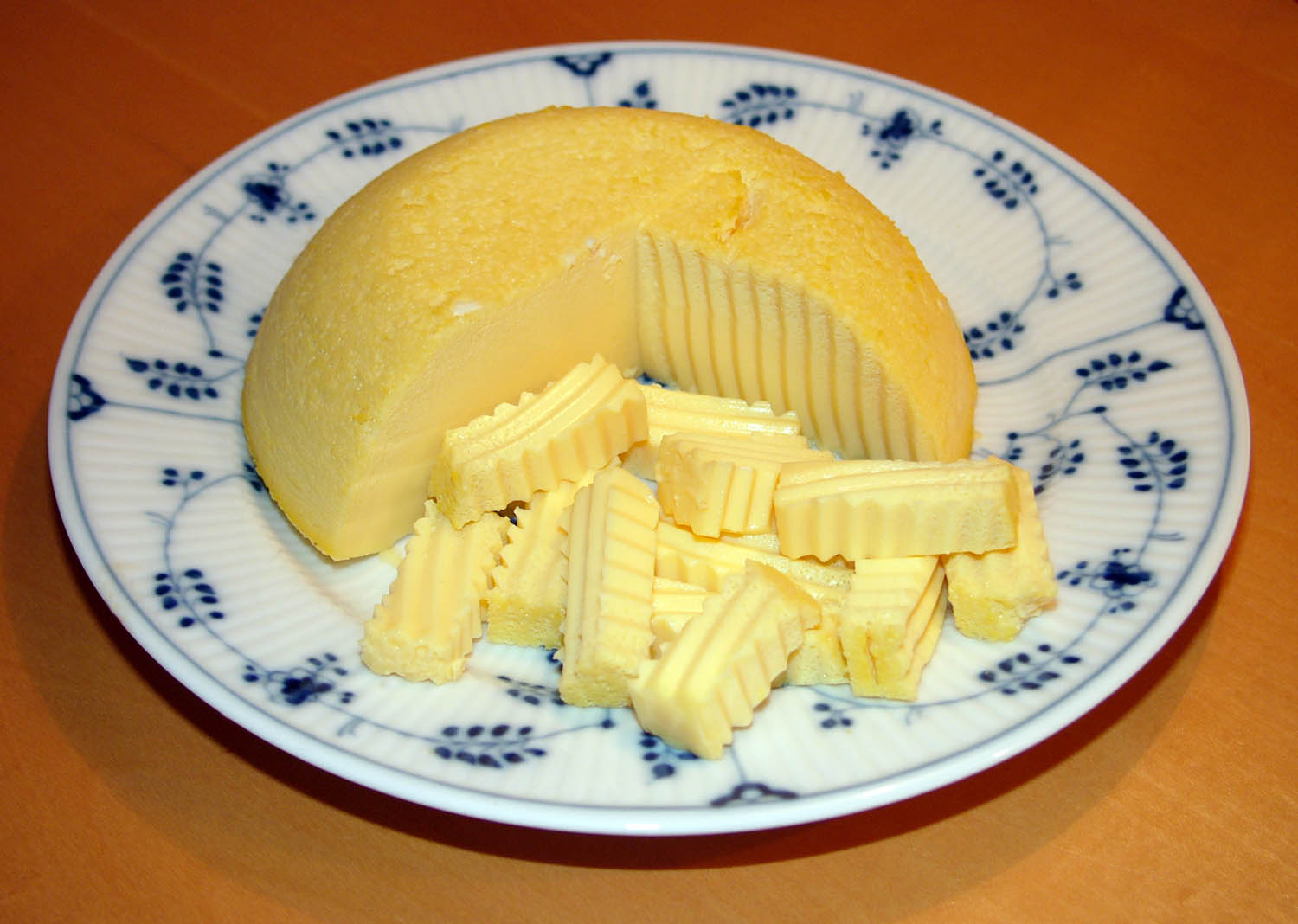
Découpage d'une royale moulée pour la soupe

## Préparation
Techniquement on distingue les royales aux œufs entiers (2 à 4 oeufs par litre), des royales au jaune d'œuf (de 10 à 16 au litre). Les royales à base de purées de légume, de viande etc. sont souvent crémées pour donner une onctuosité. La royale Deslignac est une royale à la crème fraiche.
Les royales doivent être tamisée ou passées au chinois étamine avant cuisson.

### Cuisson
La norme est la cuisson au bain-marie de façon à obtenir une coagulation lente des protéines. On trouve généralement au moins 45 min de cuisson dans un four à 110 °C / 230 °F suivi d'un refroidissement dans la même four. Le temps de cuisson dépend de l'épaisseur de la royale, 20 min à 120 °C / 250 °F suivies de 20 min de refroidissement suffisent à une royale de foie gras, 25 min pour la royale de foin brûlé de A. Ducasse.
Escoffier dit d'éviter soigneusement l'ébullition du bain-marie.
Les œufs chinois ou le chawanmushi japonais sont cuits à la vapeur, plus rapidement avec le même résultat.

## Anthologie
- Roger Aubert, Le cardinal Mercier aux conclaves de 1914 et 1922, Bulletins de l'Académie Royale de Belgique, 2000, p. 165 à 236[27],

« Le couronnement du pape Pie XI eut lieu deux jours plus tard, le samedi 11 février, cérémonie grandiose, qui se prolongea jusqu'à 13 heures. Le soir à 20 heures, Mercier assista à l'ambassade de France à un grand dîner, auquel étaient conviés également les cinq cardinaux français et le cardinal Bourne, archevêque de Westminster, ainsi que quelques invités de marque. Note : Le menu est conservé : « Consommé à la royale. Loup poché sauce catalane. Filet de bœuf Régence. Poularde de Bresse rôtie. Asperges en branches sauce mousseline. Foie gras à la strasbourgeoise. Salade francillon. Glace Pompilia. Dessert » (Lettre de Beyens à Jaspar, 13 février 1922) »

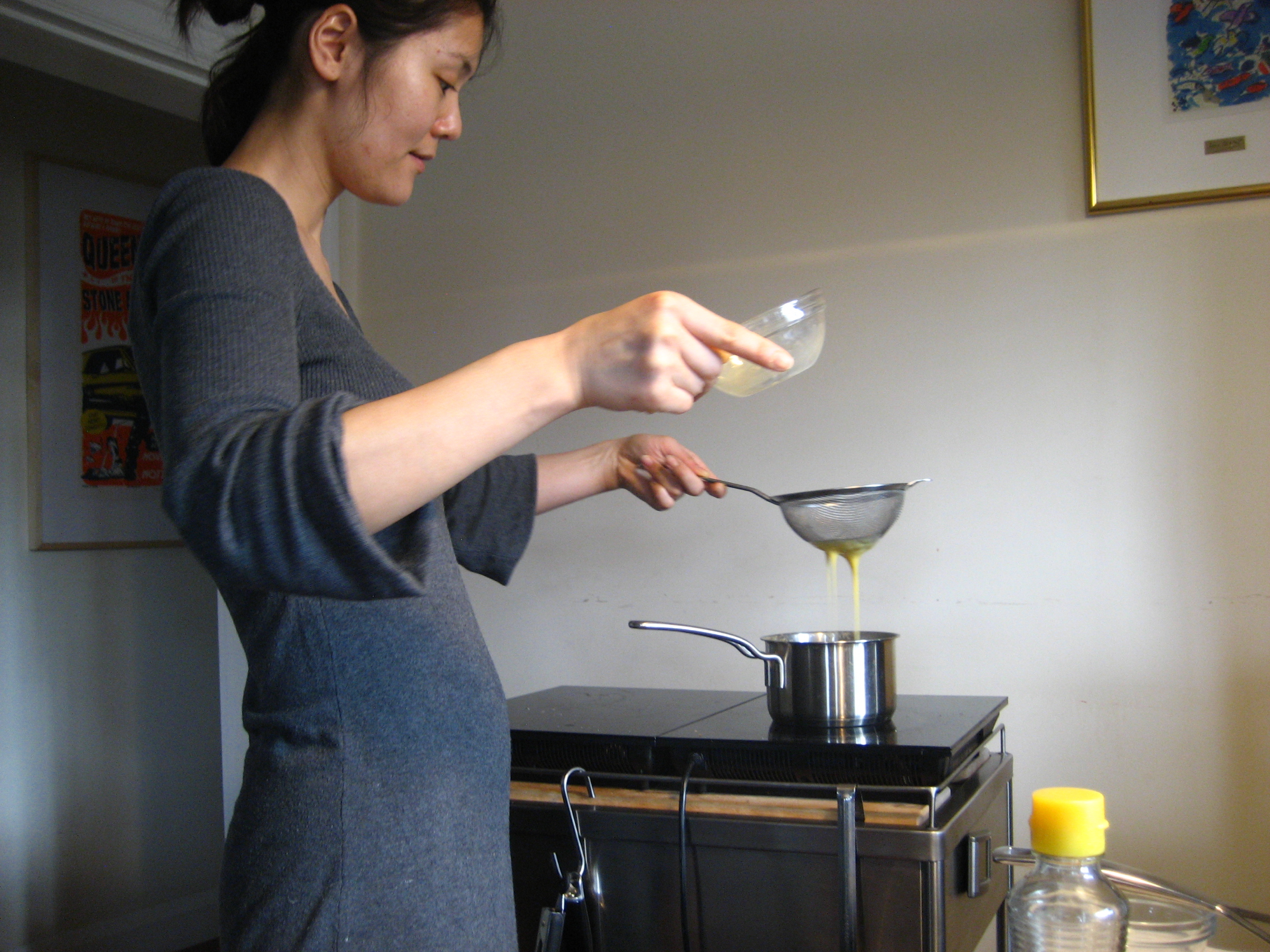
Préparation de la soupe aux œufs chinoise.

La royale n'a rien à voir avec l'œuf battu versé et cuit dans la soupe tel que dans les Einlaufsuppe ou Eierflaumsuppe d'Allemagne ou d'Autriche ou la Stracciatella (dans laquelle on ajoute du fromage), pas plus que la 蛋花湯 (dànhuātāng) soupe aux œufs ou la 番茄蛋湯 (fānqié dàn tāng) soupe à la tomate et aux œufs chinoises.